# 梁綱
梁綱（？—197年），東漢末年人物，袁術部下。

## 生平
建安二年(197年)，袁術稱帝於淮南，自稱「仲家」。以九江太守為淮南尹，置三公六卿及百官，郊祀天地。
袁術欲結呂布為援，乃為子索呂布女，呂布允許。袁術遣使韓胤以稱帝告訴呂布，並求迎婦。沛相陳珪恐怕袁術、呂布結為親家，則徐州、揚州合從，將為國難，於是陳珪往說服呂布。呂布亦怨袁術當初不助己，女已在路途中，追還拒婚，械送韓胤，在許都斬首。
袁術怒呂布殺韓胤，遣其大將張勳、橋蕤、韓暹與楊奉聯合起兵，步騎數萬，七道攻呂布。呂布當時兵只有三千，四百匹馬，懼其不敵，謂陳珪曰：「袁術軍來攻，因你而起，應該如何對策？」陳珪：「韓暹、楊奉與袁術，烏合之眾。無謀小果斷，相信不能維持。兒子陳登去策劃離間，立即可分離他們。」呂布用陳珪策略，與韓暹、楊奉書信曰：「二將軍親拔大駕，而呂布手殺董卓，俱立功名，當垂竹帛。今袁術造逆，宜共誅討，柰何與賊(袁術)來攻伐呂布？現在應該同心合力攻破袁術，為國除害，建功於天下，此時，機不可失。」並以軍資相助。當時曹操攻打袁術，袁術聞曹操親征，棄軍逃走回淮南，留其將橋蕤 、李豐、梁綱、樂就； 曹操將于禁從生禽橋蕤等四將，全部斬首。餘眾潰走，其所殺傷、墯水死者殆盡。
韓暹、楊奉收信後大喜，與呂布共擊張勳等於下邳，大破之。